# أوتشيهارا (إيباراكي)
أوتشيهارا (内原町، Uchihara-machi)هي بلدة تقع في منطقة هيغاشيباراكي، محافظة إيباراكي، اليابان، في 1 شباط 2005، تم دمج أوتشيهارا في مدينة ميتو الموسعة ولم تعد موجودة كبلدية مستقلة.

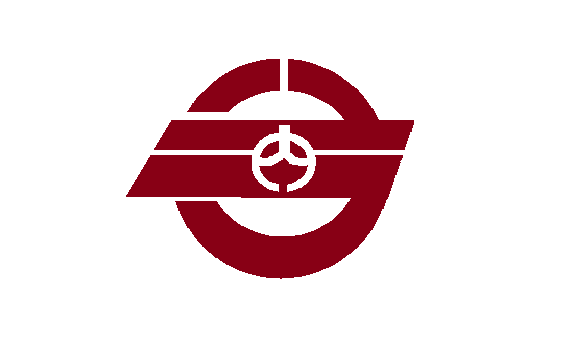
علم أوتشيهارا إيباراكي

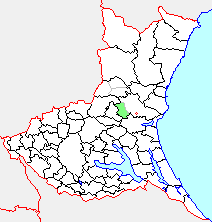
خريطة أوتشيهارا، إيباراكي

اعتبارًا من عام 2003، كان عدد سكان المدينة يقدر بـ 14,848 نسمة وبكثافة 357.35 شخصًا/كم2، وكانت المساحة الإجمالية 41.55 كم 2 .
بالقرب من أوتشيهارا، يوجد عمود كهرباء بارتفاع 45 متر، ربما يكون الوحيد في العالم الذي يمر من تحته طريق ذو مسارين يمثل جزء من خط الطاقة القادم من محطة واتاري الفرعية.

## الروابط الخارجية
- الموقع الرسمي لميتو (باليابانية) (بعض المحتوى باللغة الإنجليزية)
- الصرح الذي يمكنك القيادة من خلاله